# Michel Crespin (metteur en scène)
Pour les articles homonymes, voir Michel Crespin et Crespin.
Michel Crespin, né le 18 octobre 1940 à Paris et mort le 8 septembre 2014 à Château-Chalon,,, est un homme de théâtre français, metteur en scène et scénographe de l'espace public, penseur et concepteur d'événements surnommé «le pape des arts de la rue».
À côté de son travail d'écriture et de mise en scène de spectacles dans l'espace public, il est un extraordinaire rassembleur et fédérateur  à l'origine de festivals et de lieux de création. Il est ainsi le créateur de la Falaise des Fous au lac de Chalain (Jura), événement qui restera dans les mémoires comme l’un des manifestes fondateurs des arts de rue, fondateur de [Lieux publics] (centre national de création des arts de la rue à Marseille) en 1982, du festival international des arts de la rue d'Aurillac en 1986, qu'il a dirigé jusqu'en 1993, et l'initiateur de la Cité des arts de la rue à Marseille ainsi que de la FAI-AR (Formation avancée et itinérante des Arts de la Rue) . En outre, il est membre fondateur en 1997 de la Fédération nationale des Arts de la rue. 
Parmi de nombreuses distinctions, il est chevalier dans l'Ordre du Mérite.

## Biographie
Professeur de physique, Michel Crespin quitte en 1971 l'Éducation nationale pour fonder la compagnie «Théâtracide», avec son frère Claude Crespin, Bernard Maître et Jean-Marie Binoche,. 
En 1980, avec sa nouvelle compagnie de théâtre forain «Les Charmeurs réunis», Michel Crespin crée la Falaise des fous, un événement éphémère rassemblant 70 troupes de jongleurs, bateleurs, équilibristes et autres «performers» sous la bannière des «Saltinbanks réunis» et 7000 spectateurs. La prolongation de cet événement deviendra par la suite le festival international des arts de la rue d'Aurillac dès 1986. 
Avec Fabien Jannelle, directeur du centre d’action culturelle de Marne-la-Vallée, Michel Crespin fonde, en 1982, Lieux publics, premier centre national de création consacré aux arts de rue. Michel Crespin dirige Lieux Publics pendant 18 ans, au cours desquels il implante le centre à Marseille. 
Avec Pierre Berthelot (cofondateur de la Cie Générik Vapeur), il inaugure en 2013, après 18 ans de gestation, la Cité des Arts de la rue, dans le quartier des Aygalades à Marseille. Cet immense complexe réunit dans un même lieu le travail de 7 compagnies ainsi que le centre d'enseignement de la FAI-AR, la Formation avancée et itinérante des Arts de la Rue, première formation professionnelle de théâtre dans l'espace public, qu'il a cofondée. 
Il avait le projet de publier une somme sur son travail, Le Grand Livre de la rue, sur lequel il a travaillé 10 ans,.

## La «foranité»
Dans le Cahier Forain des Magnifiques de mai 2010, Michel Crespin évoque la « foranité » comme étant cette nouvelle forme d’urbanité, une manière de vivre et d’envisager la ville comme champ poétique et politique de l’interdisciplinarité. 
L’espace public, de par sa nature est mouvant : il ne peut contenir qu’une seule représentation et qu’une seule lecture. C’est le temps social qui dicte le rapport que nous avons avec cet espace et qui fait qu’il s’anime ou se ferme de temps à autre. Depuis les années 1960, le libre usage de l’espace a évolué. Il est devenu plus contrôlé, touchant ainsi aux enjeux de la création mais néanmoins, depuis les premiers essais situationnistes et militants, les arts de la rue ne cessent d’émouvoir et de toucher car l’œuvre est souvent pensée par et pour le lieu. 
En 30 ans, l’espace public, de forme d’espace revendicatif d’opposition au pouvoir est devenu une forme d’espace d’expression du champ pluridisciplinaire, où artistes et acteurs divers œuvrent pour la cité (urbanistes, sociologues, etc.). Dans ses multiples aspects, Michel Crespin parle de cette « foranité », de cet espace qui se doit d’être remis sans cesse en question, de sorte à pouvoir y inscrire de nouvelles pratiques d’usages.

## Distinction
Promu commandeur de l'ordre des Arts et des Lettres le 24 septembre 2012.